# Ampelu Mudo
Ampelu Mudo is een bestuurslaag in het regentschap Batang Hari van de provincie Jambi, Indonesië. Ampelu Mudo telt 1039 inwoners (volkstelling 2010).